# Cheirostylis lepida
Espèce
Synonymes
- Monochilus lepidus Rchb.f.[1]
- Zeuxine lepida (Rchb. f.) Rolfe[1]

Cheirostylis lepida est une espèce de plantes à fleurs de la famille des Orchidaceae (les orchidées) et du genre Cheirostylis, présente dans plusieurs pays d'Afrique tropicale : Nigeria, Cameroun, région continentale et île de Bioko en Guinée équatoriale, île de Sao Tomé à Sao Tomé-et-Principe, République démocratique du Congo, Afrique de l'Est.